# Cross Creek Pictures
Cross Creek Pictures é um estúdio de produção de filmes americano formado em 2009 por Timmy Thompson, Tyler Thompson e Brian Oliver. Sua primeira produção foi o aclamado Cisne Negro (2010), que foi seguido por The Ides of March (2011), The Woman in Black (2012) e Rush (2013). Em setembro de 2011, a Cross Creek Pictures assinou um contrato com a Universal Pictures, onde o estúdio lançaria pelo menos seis das produções de Cross Creek nos três anos seguintes. No final de 2015, Cross Creek assinou um novo contrato multifacetado de co-financiamento, produção e distribuição de três anos com a Sony Pictures.